# Udomxai
Udomxai (Laotiaans: ອຸດົມໄຊ) is een provincie van Laos. Het ligt in het noordwesten van het land.
De provincie werd gecreëerd in 1976 als afsplitsing van de provincie Luang Prabang. Rond 1987 werd de hoofdstad verplaatst van Ban Nahin naar Muang Xay.